# منطقة فنية

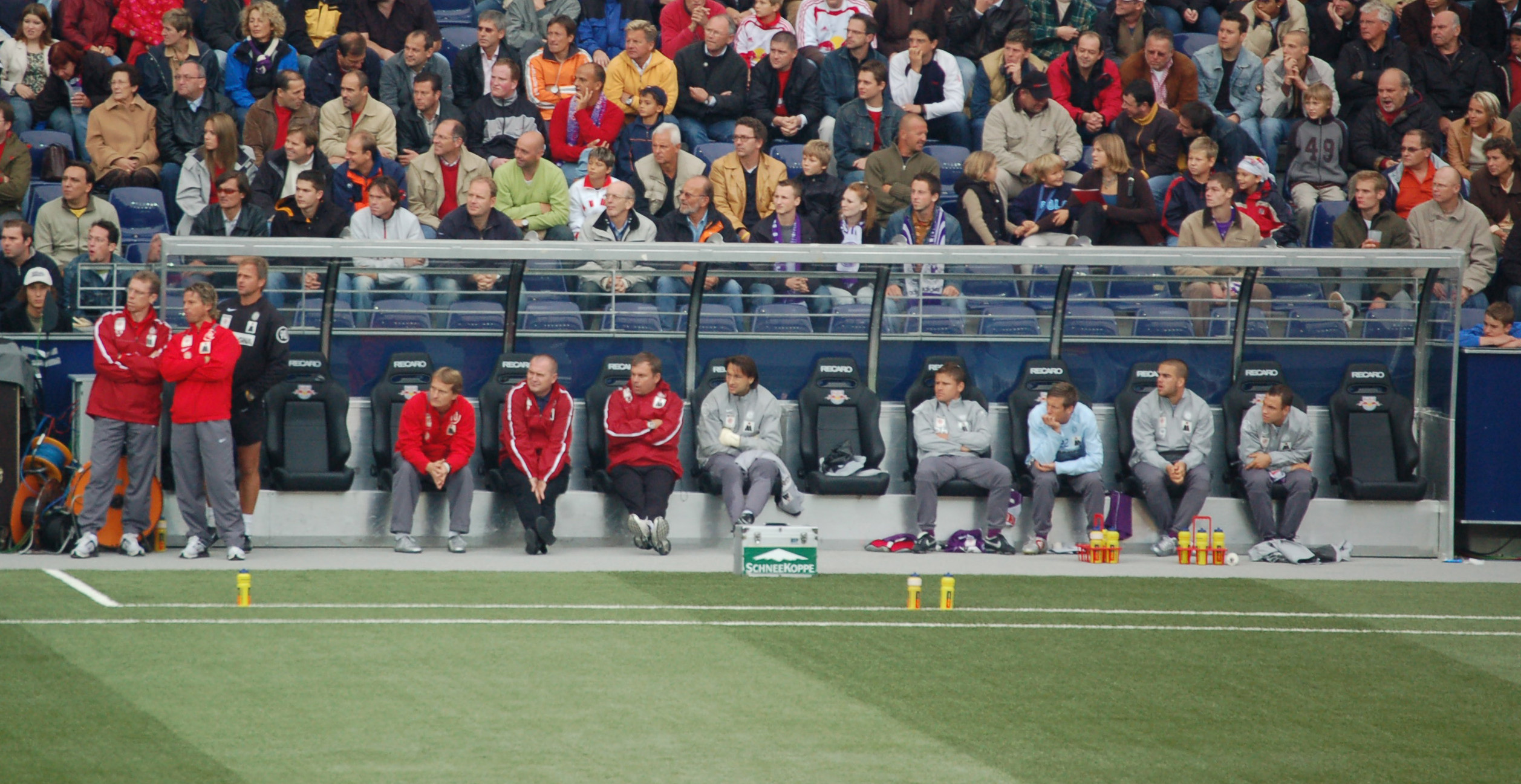
مقاعد بدلاء أوستريا فيينا والمنطقة الفنية خلال مباراة في عام 2005

المنطقة الفنية (بالإنجليزية: Technical area) في كرة القدم هي المساحة من الملعب التي يسمح فيها للمدرب، وأعضاء التدريب الآخرين، والاحتياطيين باستخدامها خلال المباراة.

## التاريخ

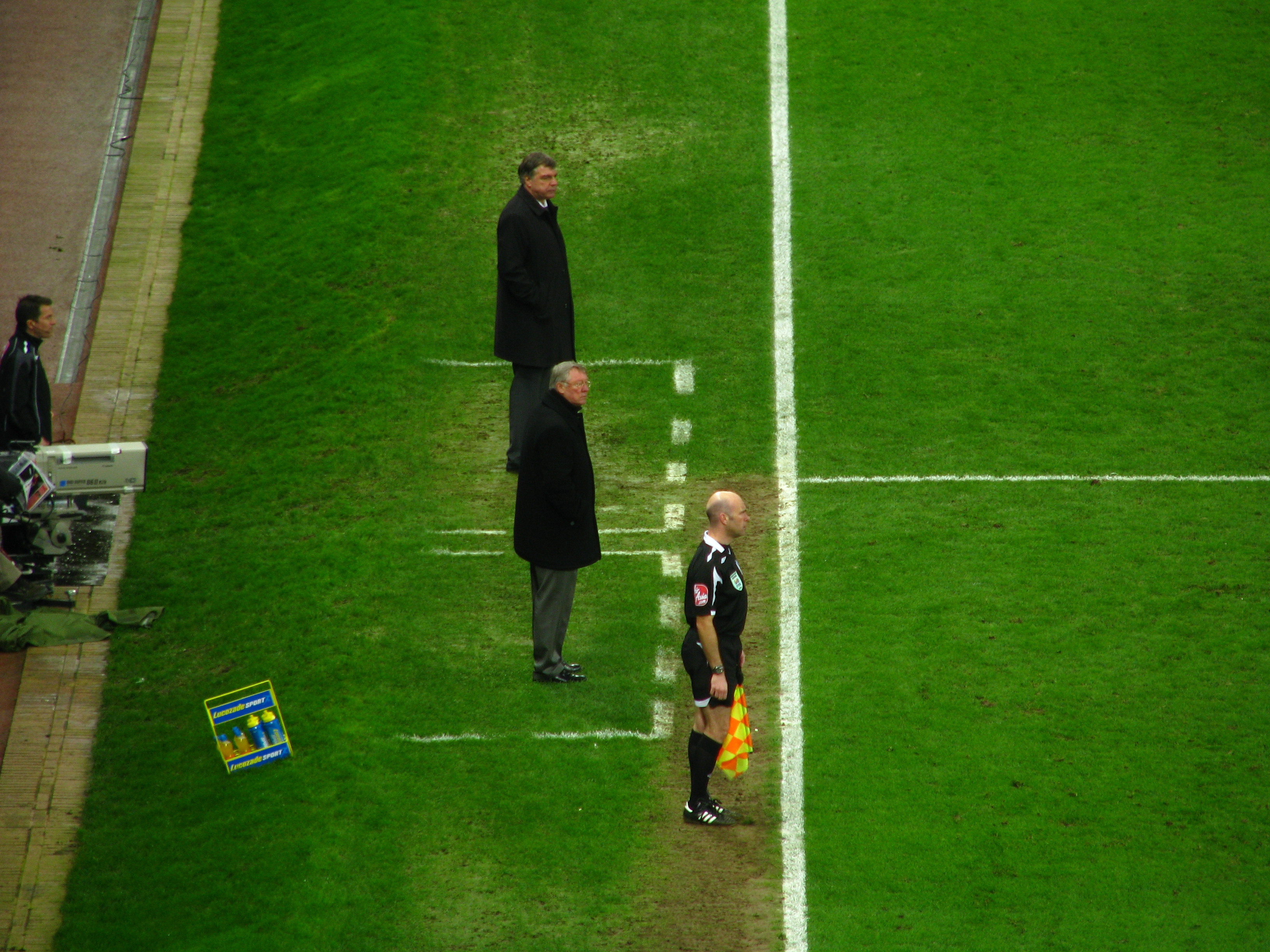
خطوط بيضاء تحدد حدود المنطقة الفنية لكل فريق، التقطت في أولد ترافورد في عام 2009.

كان ملعب بيتودري، ملعب نادي أبردين، أول ملعب لكرة القدم يضع المنطقة الفنية، حيث قدم المدرب دونالد كولمان المنطقة في العشرينات. حيث أراد مكانًا لتدوين الملاحظات للاعبيه.
تم تحديد المساحة المحددة للمنطقة الفنية في قسم الملاحظات من قوانين اللعبة من قبل الفيفا في عام 1993.

## عملية
تتميز المنطقة الفنية بخط أبيض، يتنوع في الحجم ولكن غالبًا ما يكون «1 م (1 ياردة) على جانبي المنطقة المخصصة للجلوس ويمتد للأمام حتى مسافة 1 م (1 ياردة) من خط اللمس»، وفقًا لقوانين اللعبة.
لا يجوز للمدربين تجاوز الخط أثناء اللعب، مما يمنعهم من الاقتراب من الملعب. في عام 1999، وضع الفيفا الحكم الرابع المسؤول عن تطبيق هذه القاعدة، وبالرغم من ذلك فإن اللاعبين البدائل بإمكانهم الإحماء على طول جانب الملعب.